# Epigon (tidning)
Epigon var en nättidskrift som startades år 2000 och hade som uttalat mål att vara en nättidning av unga, för alla. Epigon betyder osjälvständig efterapare men det skulle enligt grundaren Carlos Rojas uppfattas ironiskt. Eldsjälarna bakom nättidningen startade så småningom en förening och ett nätverk för unga journalister. Nättidningen utvecklades efter ett par år till att även ges ut i pappersformat.

## Kort tidningshistorik
Epigon var en idé och filosofi som omsattes i praktisk handling genom nättidningen och papperstidningen Epigon. Papperstidningen gavs ut som bilaga till Stockholms Fria Tidning. Syftet var att få in unga människor i Mediesverige eftersom man ansåg att journalistkårens homogenitet och brist på unga var ett demokratiskt problem. Man ansåg att det saknades unga och nya perspektiv. Tidningen lades ned år 2006 eftersom man ansåg att man "hade lyckats" eftersom unga människor i en mycket större utsträckning än tidigare kommit in i den etablerade medievärlden.

## Reguljära skribenter
- Carlos Rojas (grundare och chefredaktör)
- Emanuel Sidea (chefredaktör)
- Axel Gordh Humlesjö (redaktionschef)
- Markus Hankins (redaktör och krönikör)
- Anna Waldehorn (skribent)
- Kasia Narkowicz (skribent och vice-ordförande)
- Louise Larsson (skribent)
- Anna Flemmert (skribent)
- Ellen Albertsdóttir (redaktör och skribent)
- Tomas Melin (sekreterare och skribent)
- Camilo Goine (kolumnist och skribent)
- Björn Jönsson (skribent)